# Перкинс, Ти Джей
Теодор Джеймс Перкинс (англ. Theodore James Perkins, род. 2 сентября 1984 или 3 сентября 1984, Лос-Анджелес, Калифорния) — американский рестлер, в настоящее время выступающий в New Japan Pro-Wrestling под именем Ти Джей Перкинс (или Ти Джей Пи).
Он наиболее известен по выступлениям в WWE. Также известен своей работой в Total Nonstop Action Wrestling (TNA), где он дважды был чемпионом икс-дивизиона. В TNA он выступал как под своим именем, так и в маске под именем Маник, образ которого основывался на образе Суисайда. Так же он работал на независимых сценах, иногда под своими инициалами TJP или нося маску под именем PUMA.

## Карьера в реслинге

### Обучение и начало карьеры (1998—2003)
Перкинс начал своё обучение в возрасте 13 лет, в местной школе луча либре в своём родном городе Лос-Анджелес, штат Калифорния. Перкинс дебютировал в августе 1998 года в маске, так как считал, что выглядит слишком молодым для рестлинга. Изначально он выступал под именем T. J. Perkins, используя так же «Pinoy Boy» как прозвище. Он выступал в независимых федерациях Калифорнии, Невады, Аризоны и Мексики на протяжении первых двух лет.

### New Japan Pro Wrestling (2001—2003; 2011, с 2019)
В 2001 году Перкинс приступил к тренировкам в New Japan Pro Wrestling — додзё Антонио Иноки в Лос-Анджелесе вместе со своими друзьями Рикки Рейесом, Рокки Ромеро и Брайаном Дэниелсоном. Они дебютировали в NJPW в Коракуэн Холле в октябре 2002 года. Ти Джей Перкинс дебютировал без маски как «Pinoy Boy» T. J. Perkins. В NJPW он удерживает рекорд самого молодого не-японского рестлера среди выступавших в промоушене. Ему было всего 18 лет и 3 недели. В 18-летнем возрасте в 2003 году, после его 3-го тура с NJPW, ему дали образ — Пума, маска которого имела сходство с маской тигра. Так он начал работать с рестлером — Маска Тигра IV. Перкинс заявлял, что образ был создан из-за сходства между ним и оригинальным Маской Тигра — Сатору Саямой, и идея заключалась в том, что он будет американской версией Маски Тигра.
В конце мая и начале июня 2011 года Перкинс под именем TJP участвовал в турнире NJPW Best of the Super Juniors. Выиграв всего 3 из 8 матчей в групповой стадии турнира, Перкинс финишировал только 7-м из 9-ти рестлеров в своей группе и не вышел в полуфинал.
Принял участие в турнире Super J-Cup в августе 2019 года, где дошёл до второго раунда проиграв Эль Фантасмо. В сентябре принял участие в Fighting Spirit Unleashed проводимых в США. В июле 2020 года принял участие в Lion’s Break Collision. В декабре 2020 года принял участие в очередном турнире Super J-Cup, где в первом же раунде уступил ACH.

### Consejo Mundial de Lucha Libre (2003)
в 2003 году Перкинс провёл время в Мексике с Рокки Ромеро и Бобби Куэнсом, где трио тренировалось и выступало в промоушене Consejo Mundial de Lucha Libre (CMLL).

### Pro Wrestling Guerrilla (2003—2012)
Перкинс впервые начал выступать в Южной Калифорнии в промоушене Pro Wrestling Guerilla в 2003 году как «Pinoy Boy» T. J. Perkins, где он появился на шоу Are You Adequately Prepared To Rock?!, где удержал Вито Томаселли, и шоу An Inch Longer Than Average, где он потерпел поражение в командном матче 6 на 6. После изменения имени на PUMA в декабре 2003 года, он вошёл в Tango and Cash Invitational Tournament, в команду с Самоа Джо, чтобы определить первых PWG World Tag Team Champions. Пара дошла до второго раунда, прежде чем была побеждена. В течение 2004 года Перкинс регулярно выступал в сольных матчах, побеждая конкурентов, включая Рикки Рейеса, Тони Кодзину, Брэда Брэдли и THE UK Kid. В первой половине 2005 года он выступал лишь периодически в PWG. В основном в матчах на выбывание.
В июле 2005 года он сменил имя на TJ Perkins и победил Дэйви Ричардса и Хардкор Кида в матчах 1 на 1. После Перкинс и Алекс Шелли проиграли свой командный матч. Перкинс продолжил поражения матчем 1 на 1 против Алекса Шелли на After School Special. Перкинс закончил год командными матчами, участвуя в команде с разными партнёрами. В марте 2006 года он вернулся к сольным выступлениям на шоу Beyoun The Thunderdome, победив Mr. Excitement’а, прежде чем начать новую серию поражений до июня 2005 года, когда он одолел Экскалибура. Его серия поражений включала в себя поражение от Рокки Ромеро в сольном матче, а также поражение в командном матче с ним же. Позже он начал вражду с Бино Гамбино, встретившись с ним в командном матче 6 на 6 в начале 2007 года. В мае Перкинс одолел Гамбино в сольном поединке, прежде чем они снова встретились по разные стороны команд в командном поединке в середине 2007 года. В январе 2008 года Перкинс образует постоянную команду вместе с Хуком Бомберри, и команда приняла участие в квалификационных матчах к Dynamite Duumvirate Tag Team Title Tournament. На Pearl Habra их команда победила The Young Bucks, но проиграла свой следующий матч команде Los Luchas на шоу ¡Dia de los Dangerous!. На Scared Straight они победили Скорпио Ская и Ронина по дисквалификации, а позже Перкинс и Бомберри вмешались в матч между Young Bucks и Los Luchas и матч был объявлен «без результата». Это привело к четырёхстороннему командному матчу на выбывание на шоу 1.21 Gigawatts, в котором победу одержали Los Luchas. После квалификационных матчей Перкинс и Хук Бомберри получили последний шанс вступить в Dynamite Duumvirate Tag Team Title Tournament, снова сразившись со Скорпио Скаем и Ронином на шоу It’s a Gift… and a Curse, несмотря на все усилия команда Перкинса и Бомберри потерпела поражение. В ноябре Перкинс впервые принял участие в PWG Battle of Los Angeles. Он победил Чака Тейлора в первом раунде, но выбыл из турнира, проиграв в следующем раунде Брайану Дениэлсону всего за одну секунду. В январе и феврале 2009 года Перкинс проиграл сольные матчи поочерёдно Остину Эйриесу и Би-Бою. После переезда во Флориду в начале 2009 года, Перкинс перестал появляться в PWG.
После перерыва, продолжавшегося более 18-ти месяцев, Перкинс вернулся в PWG на The Perils of Rock N' Roll Decadence, в сентябре 2011 года проиграв Эдди Эдвардсу. Он регулярно выступал в PWG на протяжении 2012 года в основном со смешанными результатами. В сентябре 2012 года он вступил в Battle of Los Angeles, победив Джоуи Райана в первом раунде, прежде чем потерпеть поражение от Сами Калихана в четвертьфинале.

### World Wrestling Entertainment/WWE

#### Ранние выступления
19 октября 2009 года на эпизоде WWE RAW Перкинс должен был встретиться с Мизом, но был заменён на Марти Джанетти. На следующий день Перкинс под именем J. T. Quinn появился на бренде ECW в матче против Шимуса. Матч закончился по дисквалификации после того, как Шелтон Бенджамин атаковал Шеймуса. Также Перкинс появился в FCW, подготовительной площадке WWE, в 2009 году.

#### Дивизион полутяжеловесов
7 мая 2016 года Перкинс победил Фреда Йехи на Evolve 61 и квалифицировался на турнир WWE Cruiserweight Classic. Турнир начался 23 июня, Ти Джей Перкинс победил Да Мака с матче первого раунда. 14 июля Перкинс победил Джонни Гаргано в матче второго раунда. 26 августа Перкинс победил Рича Суонна и вышел в полуфинал турнира. 14 сентября он одолел Коту Ибуши в полуфинальной встрече и вышел в финал, где он победил Гран-Металика и выиграл вакантный титул WWE Cruserweight Championship. Его выход стилизирован под музыку и декорации приставки Nintendo Entertainment System. На Clash of Champions Перкинс защитил титул, победив Брайана Кендрика, но на Hell in a Cell Перкинс проиграл титул Кендрику, сдавшись от приёма Captain’s Hook.
22 февраля 2019 года был уволен из WWE.

## Личная жизнь
Перкинс родился в Лос-Анджелесе в семье рабочих авиакомпании. Он обучался в школе St. Thomas the Apostle. В возрасте 18 лет он начал тренироваться в боксе и смешанных боевых искусствах.

## В рестлинге
- Финишеры
  - Как T. J. Perkins / TJP
    - 720° corkscrew springboard tornado DDT[3] — Независимая сцена
    - 86er[26] — Независимая сцена
    - Figure Four Deathlock — Независимая сцена
    - Mega Buster[26] — Независимая сцена
    - Skull Crusher[3] — Независимая сцена
    - TJP Clutch — Независимая сцена/ WWE

  - Как Manik / Suicide
    - Death from Above[27]
    - Frog splash[28]

  - Как Puma
    - 720° corkscrew springboard tornado DDT[3]
    - Figure Four Deathlock (Leglock cloverleaf)
    - Puma Suplex (Bridging tiger suplex)[3]
    - Triangle choke
- Специальные приёмы
  - Brainbuster[3]
  - Detonation Kick[29][30][31]
  - Double chickenwing double knee gutbuster[32]
  - Cross armbreaker[3]
  - Jumping neckbreaker[3]
  - Senton bomb[3]
  - Sharpshooter
  - Michinoku Driver[3]
  - Tiger suplex[3]
  - Tornado DDT[3]
  - Wrecking Ball Dropkick[33]
- Музыкальные темы
  - «Coming Alive» by AD/AM[34] (TNA; May 23, 2013 — June 2, 2013; как Suicide)
  - «Inner Villian» by Dale Oliver (TNA; July 4, 2014 — October 4, 2015; как Manik)
  - «Cut You Down» by Serg Salinas and Dale Oliver[35] (TNA; October 1, 2014 — September 23, 2015; в группировке The Revolution)
  - «Devastate» by The Heroes Lie (WWE; June 23, 2016 — September 14, 2016)
  - «Playing with Power» by CFO$[36] (WWE; September 25, 2016 — по настоящее время)

## Титулы и достижения
- All Pro Wrestling
  - APW Worldwide Internet Championship (1 раз)[37]
- Alternative Wrestling Show
  - AWS Light Heavyweight Championship (2 раз)[38]
- Consejo Mundial de Lucha Libre
  - Дебют года (2003)[26]
  - Фьюд года (2003)[26]
- Empire Wrestling Federation
  - EWF Tag Team Championship (1 раз) — с Liger Rivera[39]
- Evolve Wrestling
  - Breakout Match (2010) против Муненори Сава on January 16[40]
- Mach One Wrestling
  - NWA Heritage Championship (1 раз)[41]
- Pro Wrestling Illustrated
  - PWI ставит его под № 122 в списке 500 лучших реслеров 2014 года[42]
- SoCal Uncensored
  - Rookie of the Year (2001)[43]
- Total Nonstop Action Wrestling
  - Чемпион икс-дивизиона TNA (2 раза)[44]
  - TNA X Division Championship Tournament (2013)
- United Independent Wrestling Alliance
  - UIWA Lightweight Championship (1 раз)[3]
- UWA Hardcore Wrestling
  - UWA Canadian Championship (1 раз)[3]
- WWE
  - WWE Cruiserweight Championship (1 раз)[23]
  - Cruiserweight Classic (2016)[23]